# 伊集院郵便局
伊集院郵便局（いじゅういんゆうびんきょく）は鹿児島県日置市伊集院町下谷口にある郵便局。民営化前の分類では集配普通郵便局であった。

## 概要
住所：〒899-2599 鹿児島県日置市伊集院町下谷口1933
民営化直前の集配業務再編において、多くの集配普通郵便局は統括センターとなったが、当局は配達センターとされたため、民営化後も郵便事業株式会社の支店は併設されず、集配センターが併設された。

## 沿革
- 1872年8月4日（明治5年7月1日） - 伊集院郵便取扱所として開設[1]。
- 1875年（明治8年）1月1日 - 伊集院郵便局（五等）となる。
- 1885年（明治18年） - 貯金取扱を開始。
- 1888年（明治21年）9月16日 - 為替取扱を開始。
- 1894年（明治27年）3月26日 - 伊集院郵便電信局となる。
- 1903年（明治36年）4月1日 - 通信官署官制の施行に伴い伊集院郵便局となる。
- 1952年（昭和27年）2月1日 - 電気通信業務を、新設の伊集院電報電話局に移管[2]。
- 1956年（昭和31年）10月1日 - 電話通話および和文電報受付事務の取扱を開始[3]。
- 1958年（昭和33年）4月16日 - 特定郵便局から普通郵便局に局種別改定。
- 1989年（平成元年）9月18日 - 伊集院北郵便局から集配業務を移管。
- 1999年（平成11年） - 外国通貨の両替および旅行小切手の売買に関する業務取扱を開始。
- 2007年（平成19年）10月1日 - 民営化に伴い、併設された郵便事業鹿児島支店伊集院集配センターに一部業務を移管。
- 2012年（平成24年）10月1日 - 日本郵便株式会社発足に伴い、郵便事業鹿児島支店伊集院集配センターを伊集院郵便局に統合。

## 取扱内容
- 郵便、印紙、ゆうパック、内容証明
- 貯金、為替、振替、振込、国際送金、国債、投資信託
- 生命保険、バイク自賠責保険、自動車保険
- 地方公共団体事務（日置市入場券の販売）
- ゆうちょ銀行ATM
- 「899-25xx」区域（鹿児島市（小山田町の一部）、日置市（旧日置郡伊集院町域の一部））の集配業務

## 周辺
- 日置市立中央図書館
- 日置市立伊集院小学校
- 神之川

## アクセス
- JR鹿児島本線 伊集院駅から南東へ約600m（徒歩約7分）
- 日置市コミュニティバス 伊集院郵便局停留所下車
- 南九州西回り自動車道 伊集院ICから西へ約1.5km
- 駐車場あり：16台